# Jules Demersseman
Jules Demersseman, właśc. Jules Auguste Demersseman (ur. 9 stycznia 1833, zm. 1 grudnia 1866 w Paryżu) – francuski flecista oraz kompozytor.

## Życiorys
Demersseman urodził się w małej miejscowości Hondschoote we Francji, blisko belgijskiej granicy. Gdy miał 11 lat uczył się u Jeana-Louisa Tulou w Konserwatorium Paryskim. Zdobył tam pierwszą nagrodę w wieku dwunastu lat i szybko zasłynął jako wirtuoz. Zmarł w wieku 33 lat, najprawdopodobniej na gruźlicę.

## Prace
Jules Demersseman napisał wiele utworów na swój własny instrument, flet. Prawdopodobnie najbardziej jego znanym utworem jest Solo de Concert, Op. 82 No. 6, znany również jako Włoski Koncert. Utwór ten wykorzystuje neapolitańską melodię ludową i kończy się Saltarellem. Oprócz swoich utworów na flet, Demersseman był jednym z pierwszych francuskich kompozytorów muzyki na wówczas nowy instrument - saksofon. Napisał na niego fantazję z towarzyszeniem fortepianu.